# Proefding
Proefding (1968-1970) was een kwartaaluitgave van de Federatie Studenten Werkgroepen Homoseksualiteit (FSWH). Het tijdschrift kenmerkte zich door uitdagende afbeeldingen, maar het had toch vooral een informatief karakter. Boudewijn Büch leverde enkele bijdragen aan het blad.